# 京鹤鳞毛蕨
京鹤鳞毛蕨（学名：Dryopteris kinkiensis）为鳞毛蕨科鳞毛蕨属下的一个种。